# Seninghem
Seninghem település Franciaországban, Pas-de-Calais megyében. Lakosainak száma 686 fő (2022. január 1.). Seninghem Bouvelinghem, Bléquin, Acquin-Westbécourt, Affringues, Bayenghem-lès-Seninghem, Coulomby, Lottinghen, Nielles-lès-Bléquin és Quesques községekkel határos.

## Népesség
A település népessége az elmúlt években az alábbi módon változott:
| Lakosok száma | 698  | 731  | 742  | 722  | 708  | 693  | 694  | 693  | 686  |
|               | 2013 | 2015 | 2016 | 2017 | 2018 | 2019 | 2020 | 2021 | 2022 |